# Fredericksburg (Texas)
Fredericksburg es una ciudad ubicada en el condado de Gillespie en el estado estadounidense de Texas. En el Censo de 2010 tenía una población de 10.530 habitantes y una densidad poblacional de 471,22 personas por km².

## Geografía
Fredericksburg se encuentra ubicada en las coordenadas 30°16′2″N 98°52′33″O / 30.26722, -98.87583. Según la Oficina del Censo de los Estados Unidos, Fredericksburg tiene una superficie total de 22.35 km², de la cual 22.22 km² corresponden a tierra firme y (0.56%) 0.12 km² es agua.

## Demografía
Según el censo de 2010, había 10.530 personas residiendo en Fredericksburg. La densidad de población era de 471,22 hab./km². De los 10.530 habitantes, Fredericksburg estaba compuesto por el 90.51% blancos, el 0.48% eran afroamericanos, el 0.64% eran amerindios, el 0.6% eran asiáticos, el 0.03% eran isleños del Pacífico, el 6.65% eran de otras razas y el 1.09% pertenecían a dos o más razas. Del total de la población el 21.35% eran hispanos o latinos de cualquier raza.